# Liste der Flughäfen und Flugplätze in Afghanistan
Die Liste der Flughäfen und Flugplätze in Afghanistan zeigt die Flughäfen und Flugplätze des asiatischen Staates Afghanistan, geordnet nach Orten.

## Flughäfen
| Ort                     | Provinz      | ICAO-Code | IATA-Code | Name des Flughafens                   | Start- und Landebahnen                                   | Seehöhe (m) | Koordinaten                  |
| ----------------------- | ------------ | --------- | --------- | ------------------------------------- | -------------------------------------------------------- | ----------- | ---------------------------- |
|                         |              |           |           | Internationale Flughafen              |                                                          |             |                              |
| Kabul                   | Kabul        | OAKB      | KBL       | Flughafen Kabul                       | 11/29: 3511 × 45 m, Beton                                | 1791        | 34° 33′ 57″ N, 69° 12′ 47″ O |
| Kandahar                | Kandahar     | OAKN      | KDH       | Flughafen Kandahar                    | 05/23: 3200 × 55 m, Asphalt                              | 1017        | 31° 30′ 21″ N, 65° 50′ 52″ O |
| Masar-e Scharif         | Balch        | OAMS      | MZR       | Flughafen Masar-e Scharif             | 06/24: 2998 × 45 m, Asphalt                              | 392         | 36° 42′ 25″ N, 67° 12′ 34″ O |
| Herat                   | Herat        | OAHR      | HEA       | Flughafen Herat                       | 01/19: 3014 × 45 m, Asphalt                              | 1003        | 34° 12′ 36″ N, 62° 13′ 42″ O |
|                         |              |           |           | Regionalflughafen                     |                                                          |             |                              |
| Laschkar Gah            | Helmand      | OABT      | BST       | Flughafen Laschkar Gah                | 01/19: 2302 × 30 m, Asphalt                              | 774         | 31° 33′ 31″ N, 64° 21′ 52″ O |
| Farah                   | Farah        | OAFR      | FAH       | Flughafen Farah                       | 15/33: 1836 × 34 m, Asphalt                              | 674         | 32° 21′ 49″ N, 62° 10′ 3″ O  |
| Ghazni                  | Ghazni       | OAGN      | GZI       | Flughafen Ghazni                      | 15/33: 900 × 20 m                                        | 2183        | 33° 31′ 52″ N, 68° 24′ 46″ O |
| Dschalalabad            | Nangarhar    | OAJL      | JAA       | Flughafen Dschalalabad                | 13/31: 1975 × 27 m, Asphalt                              | 561         | 34° 24′ 1″ N, 70° 29′ 54″ O  |
| Chost                   | Chost        | OAKS      | KHT       | Flughafen Chost                       | 06/24: 1859 × 27 m, Asphalt                              | 1151        | 33° 20′ 1″ N, 69° 57′ 9″ O   |
| Kundus                  | Kundus       | OAUZ      | UND       | Flughafen Kundus                      | 11/29: 1996 m × 45 m, Asphalt                            | 444         | 36° 39′ 54″ N, 68° 54′ 39″ O |
| Maimana                 | Faryab       | OAMN      | MMZ       | Flughafen Maimana                     | 14/32: 2000 × 30 m, Asphalt                              | 838         | 35° 55′ 50″ N, 64° 45′ 40″ O |
|                         |              |           |           | Regionalflugplätze                    |                                                          |             |                              |
| Bamiyan                 | Bamiyan      | OABN      | BIN       | Flugplatz Bamiyan                     | 07/25: 2200 × 30 m, Asphalt                              | 2565        | 34° 48′ 36″ N, 67° 49′ 14″ O |
| Tschaghtscharan         | Ghor         | OACC      | CCN       | Flugplatz Tschaghtscharan             | 06/24: 2000 × 30 m, Asphalt                              | 2278        | 34° 31′ 35″ N, 65° 16′ 15″ O |
| Darwaz                  | Badachschan  | OADZ      | DAZ       | Flugplatz Darwaz                      | 09/27: 654 × 32 m, Schotter                              | 1533        | 38° 27′ 39″ N, 70° 53′ 4″ O  |
| Faizabad                | Badachschan  | OAFZ      | FBD       | Flugplatz Faizabad                    | 18/36: 1844 × 34 m, Asphalt                              | 1171        | 37° 7′ 10″ N, 70° 31′ 6″ O   |
| Gardez                  | Paktia       | OAGZ      | GRG       | Flugplatz Gardez                      | 03/21: 1664 × 53 m, Asphalt                              | 2374        | 33° 37′ 54″ N, 69° 14′ 21″ O |
| Chwahan                 | Badachschan  | OAHN      | KWH       | Flugplatz Chwahan                     | 17/35: 671 × 27,5 m, Schotter                            | 980         | 37° 53′ 24″ N, 70° 12′ 13″ O |
| Kuran va Mundschan      | Badachschan  | OARZ      | KUR       | Flugplatz Kuran va Mundschan          | 08/26: 884 × 31 m, Schotter                              | 2520        | 36° 1′ 2″ N, 70° 45′ 39″ O   |
| Nili                    | Daikondi     | OANL      |           | Flugplatz Nili                        | 18/36: 732 × 18 m, Schotter                              | 2233        | 33° 44′ 27″ N, 66° 9′ 24″ O  |
| Sardeh Band             | Ghazni       | OADS      | SBF       | Sardeh Band Airport                   | 02/20: 2104 m, Schotter                                  | 2125        | 33° 19′ 15″ N, 68° 38′ 11″ O |
| Qala-i-Naw              | Badghis      | OAQN      | LQN       | Qala i Naw Airport (Qala Nau Airport) | 04/22: 1999 × 25 m, Beton                                | 905         | 34° 59′ 9″ N, 63° 7′ 4″ O    |
| Scheberghan             | Dschuzdschan | OASG      |           | Sheberghan Airfield                   | 06L/24R: 2621 × 24, Asphalt 06R/24L: 2115 × 30, Schotter | 321         | 36° 45′ 4″ N, 65° 54′ 45″ O  |
| Schighnan (Sheghnan)    | Badachschan  | OASN      | SGA       | Sheghnan Airport                      | 16/34: 803 × 30 m, Schotter                              | 2042        | 37° 34′ 0″ N, 71° 30′ 0″ O   |
| Taloqan                 | Tachar       | OATQ      | TQN       | Taloqan Airport                       | 16/34: 1574 × 35 m, Schotter                             | 816         | 36° 46′ 14″ N, 69° 31′ 56″ O |
| Tarin Kut (Tarin Kowt)  | Urusgan      | OATN      | TII       | Tarinkot Airport                      | 12/30: 2225 × 27 m, Beton                                | 1365        | 32° 36′ 17″ N, 65° 51′ 56″ O |
| Sarandsch               | Nimrus       | OAZJ      | ZAJ       | Zaranj Airport                        | 16/34: 2500 × 60 m, Schotter                             | 485         | 30° 58′ 32″ N, 62° 2′ 27″ O  |
|                         |              |           |           | Militärflugplätze                     |                                                          |             |                              |
| Bagram                  | Parwan       | OAIX      | OAI       | Bagram Air Base                       | 03/21: 3602 × 46 m, Beton                                | 1484        | 34° 56′ 46″ N, 69° 15′ 54″ O |
| Girischk (Gereshk)      | Helmand      | OAZI      | OAZ       | Camp Shorabak (Camp Bastion)          | 01/19: 3500 × 46 m, Beton/Asphalt                        | 888         | 31° 51′ 6″ N, 64° 11′ 52″ O  |
| Khost                   | Khost        | OASL      | OLR       | Forward Operating Base Salerno        | 09/27: 1219 × 27 m, Asphalt                              | 1168        | 33,364° N, 69,95° O          |
| Lashkargah (Bost)       | Helmand      | OADY      | DWR       | Dwyer Airport                         | 05/23: 2439 × 36 m, Beton                                | 737         | 31° 5′ 31″ N, 64° 4′ 1″ O    |
| Qalat                   | Zabul        | OAQA      |           | Qalat Airport                         | 02/20: 1501 × 34 m, Schotter                             | 1641        | 32° 8′ 2″ N, 66° 53′ 56″ O   |
| Schindand               | Herat        | OASD      | OAH       | Shindand Air Base                     | 18/36: 2417 × 28 m, Beton                                | 1152        | 33° 23′ 32″ N, 62° 15′ 40″ O |
|                         |              |           |           | Kleinere lokale Flugplätze            |                                                          |             |                              |
| Andchoi (Andkhoi)       | Faryab       | OAAK      |           | Andkhoi Airport                       | 07/25: 756 × 18 m, Schotter                              | 274         | 36,9427° N, 65,2067° O       |
| Ghaziabad               | Nangarhar    | OAGA      |           | Ghaziabad Airport                     | 07/25: 610 × 36 m, unbefestigt                           | 510         | 34° 18′ 57″ N, 70° 45′ 48″ O |
| Ischkaschim (Eshkashem) | Badachschan  | OAEM      |           | Eshkashem Airport                     | 14/32: 896 × 21 m, Asphalt                               | 2620        | 36° 43′ 55″ N, 71° 35′ 48″ O |
| Muqur                   | Ghazni       | OAMK      |           | Muqur Airport                         | 03/21: 1265 × 35 m, Gras                                 | 2012        | 32° 52′ 36″ N, 67° 50′ 42″ O |
| Pandschab               | Bamiyan      | OAPJ      |           | Panjab Airport                        | 03/21: 366 × 23 m, Schotter                              | 2682        | 34° 23′ 31″ N, 67° 1′ 15″ O  |
| Scharan                 | Paktika      | OASA      | OAS       | Sharana Airstrip                      | 14/32: 1300 × 19 m, Asphalt                              | 2266        | 33° 7′ 33″ N, 68° 50′ 19″ O  |
| Taywara                 | Ghor         | OATW      |           | Taywara Airport                       | 18/36: 582 × 44 m, Gras                                  | 2246        | 33° 32′ 35″ N, 64° 25′ 30″ O |
| Urgun                   | Paktika      | OAOG      | URN       | Urgun Airport                         | ?                                                        | 2225        | 32,9318° N, 69,1563° O       |
| Khas Uruzgan            | Urusgan      | OARG      | URZ       | Uruzgan Airport                       | ?                                                        | 2050        | 32,903° N, 66,6309° O        |
| Dschaghori              | Ghazni       | OAJG      |           | Jaghori Airport                       | ?, Schotter                                              | ?           | 33° 9′ 30″ N, 67° 32′ 46″ O  |
| Yangi Qaleh             | Tachar       | OAYQ      |           | Yangi Qaleh Airport                   | 03/21: 610 × 35 m, Gras                                  | 810         | 37° 27′ 22″ N, 69° 38′ 27″ O |
| Yawan                   | Badachschan  | OAYW      |           | Yawan Airport                         | 05/23: 567 × 28 m, Gras                                  | 1721        | 37° 33′ 48″ N, 70° 26′ 39″ O |

## See also
- Liste der Verkehrsflughäfen in Afghanistan